# Submissió dels muzaffàrides a Tamerlà (1387)
El 1387 els muzaffàrides d'Esfahan, Fars, Yadz i Kirman es van haver de sotmetre a Tamerlà, sobretot després d'una horrible matança a Esfahan. El 1388 va arranjar els governs de les regions muzaffàrides i va tornar a Transoxiana davant les notícies d'atacs de Toktamix a la zona.

## Marxa de Tamerlà cap a Esfahan (1387)
Aquesta processó de victòries va marcar els límits occidentals de la campanya de tres anys de Timur. Estava a la zona del llac Van i tan bruscament com havia empès cap al nord des de Sultaniya, ara va girar cap al sud per l'Azerbaidjan, tornant a passar a Pèrsia al capdavant del seu exèrcit d'arquers muntats. Aquests canvis de direcció inesperats, emprats regularment durant les seves campanyes, van fer mal als seus enemics. Timur era un brillant tàctic militar. Coneixedors del seu enfocament, aliè a l'amenaça, sultans, reis i prínceps van trobar de sobte les seves ciutats, castells i exèrcits sota atac sense avisar. L'element de sorpresa va aconseguir un èxit formidable. Aquesta vegada Timur tenia un altre objectiu a la vista: Esfahan. Era, segons Ibn Batuta, "una de les ciutats més grans i més justes", un lloc de molt esplendor. La ciutat estava regada pel riu Zayandeh i era un oasis fèrtil envoltat d'horitzons il·limitats de sorra i sal; els productes agrícoles, sobretot fruites, i eren abundants. La seva gent es descrita com bona i noble, valenta i generosa. Necessitava un pretext i el va trobar en la carta que li havia enviat tres anys abans Shah Shuja en el seu llit de mort, en què li encomanava la protecció de la seva família. Shah Shuja havia llegat Fars (capital Siraz) al seu fill Zain al-Abidin. Un germà de Shah Shuja, Sultan Ahmed, va rebre Kirman; i un nebot, Shah Yahya, va rebre Yadz. Esfahan havia de ser per Shah Mansur, germà de Shah Yahya. Timur va cridar a Zayn al-Abidin a anar a la seva cort a retre-li homenatge d'acord a la voluntat del seu pare, però el príncep va arrestar al missatger i no hi va anar, provocant la ira del conqueridor.
Timur va enviar al seu exèrcit cap a Rayy per hivernar a Sark Kamigh (dirigits per Miran Shah, Xaikh Ali Bahadur i Saif al-Din i amb un contingent de forces escollides es va dirigir al sud en direcció al Luristan. Va passar per Hamadan i va arribar a Gerbadekan on va posar les seves forces en ordre de batalla i es van presentar davant les muralles d'Esfahan (tardor). El pànic es va apoderar del governant i dels habitants que coneixien la fama de Timur. El governador, Said Muzaffar Kashi (oncle matern de Zain al-Abidin) i els seus oficials es van rendir. Kashi va sortir de la ciutat amb Khoja Kukn al-Din Said i altres caps religiosos i notables per negociar la rendició. Timur va acceptar a condició de que la ciutat pagués el típic rescat i va entrar a la ciutat instal·lant-se a la fortalesa de Tabarak o Tabrak.)

## Matança d'Esfahan (21 novembre 1387)
Van circular diversos rumors sobre les intencions de Timur. Un impost per satisfer el rescat va ser instituït. Fou nomenat governador timúrida l'amir Aikutmur amb instruccions per la recollida dels diners. Timur, tan de sobte com havia arribat, va abandonar la ciutat i es va situar al campament fora de la ciutat molt satisfet amb els esdeveniments i amb tots els notables locals sota la seva custodia. A la nit, soldats de Timur vigilaven les portes i dins de les muralles havia quedat una guarnició i no es permetia la entrada a ningú. Els soldats de fora pensaven en Esfahan i en el saqueig que podrien fer. A mitjanit, segons Yazdi, un ferrer de nom Ali Kutxapa va fer sonar uns tambors, i alguna gent, contraria al impost establert, va caure sobre els soldats parats a les parets. “Atrapats per la por i commoguts per l'odi” diu Yazdi, es van revoltar; els que van iniciar la revolta van cridar els altres i els tres mil homes de guarnició foren massacrats en qüestió de minuts.
Però les celebracions no van durar gaire. Timur certament anava a venjar aquests assassinats, realitzats en desafiament d'un tractat acordat amb els ancians i notables de la ciutat. Ara no es podia esperar quarter. Quan se’n van adonar els rebels van començar a tremolar i es va fer el silenci. Timur va ordenar la matança de tots els homes, dones i nens. Es diu que setanta mil van perdre la vida al bany de sang. A cada divisió de l'exèrcit, des dels destacaments de deu i cent fins als tumans de deu mil, se’ls va ordenar portar de nou un cert nombre de caps, i els tovachis van ser designats per comptar-los.
Al principi, va observar Yazdi, hi havia una gran reticència entre els soldats a assassinar altres musulmans a sang freda. Molts van comprar caps dels botxins més disposats. Els caps canviaven de mà per vint dinars fins que els soldats van perdre els seus escrúpols i el torrent de la matança va assaltar sense restriccions per la ciutat; el preu d'un cap va caure a mig dinar. Els que havien escapat de la matança inicial, amagats a les seves cases, van sortir a la nit i van fugir per la neu. Van ser caçats l'endemà al matí capturats allà on estaven. No es va mostrar cap pietat.
Schiltberger, l'escuder bavarès capturat i fet presoner anys després per l'exèrcit de Timur a la batalla d'Ankara el 1402, va descriure uns fets que si són veritat mostren una crueltat extrema: les dones i nens van ser portats fora a una plana i els nens de menys de 7 anys se'ls va col·locar ben situats per ser trepitjats pels cavalls; quan es va donar l'ordre, ningú volia ser el primer i Timur mateix va començar per forçar als seus a seguir-lo; uns set mil infants foren esclafats pels cavalls. El historiador Hafiz-i-Abru va estar a Esfahan després de la matança i va comptar 28 torres d'uns 500 caps cadascuna i encara que algun altres testimoni indicaria que la matança no fou de setanta mil persones, fou en tot cas una de les mes sagnants i quantioses de Timur. Yazdi dona com a data de la matança el dilluns 26 de novembre de 1387. Hajji Beg i Nunan Shah foren nomenats governador timúrides d'Esfahan per termini d'un any.

## Rendició de Shiraz (21 de sembre de 1387)
A finals d'any Shiraz Timur va arribar dant de Shiraz (21 de desembre de 1387), i la ciutat es va rendir sense lluita i fou perdonada havent de pagar mil tomans. Zain al-Abidin havia fugit a Bagdad (si bé va quedar aturat al Khuzestan, on governava Shah Mansur). El nom de Timur fou llegit a la khutba (oració del divendres)
Els muzaffàrides Shah Yahya de Yadz, el seu fill gran (Muhammed ibn Shah Yahya) i el seu gendre, Sultan Ahmad de Kirman i Abu Ishaq de Sirjan, van acudir al campament de Timur per sotmetre’s i van tenir l'honor de baixar el tapis del tron. Van entregar nombrosos i valuosos regals.

## Arranjament i sortida de Fars (1388)
Timur va decidir sortir de Fars al rebre notícies de Transoxiana (amb atacs dels sufites de Coràsmia i les forces de Toktamix) i va nomenar a Shah Yahya (ara el cap de família) com a governador de Siraz i Fars i al seu fill gran Muhammad ibn Shah Yahya li va concedir Esfahan; va confirmar a Imad al-Din Sultan Ahmad ibn Shah Shuja el Kirman i a Sultan Abu Ishaq li va concedir Sirjan erigit en principat i amb dret hereditari per a ell i els seus successors. Shah Yahya a mes conservava Yadz. Al savi religiós sherif Garjani se li va ordenar anar a residir a Samarcanda igual que als millors obrers i artesans amb les seves famílies, i a alguns amirs. Timur va sortir de Fars el 15 o 16 de febrer de 1388.
Va arribar a Bandemir on el van anar a trobar uns ambaixadors del governador d'Abarkuh, Pahlawan Muhadib Khurasani, que va manifestar que ell aniria a la cort i que li suplicava designar un daruga per Abarkuh i Timur va designar a Tukel Bahadur Shah. Just arribat aquest a Abarkuh, Pahlawan va anar al campament de Timur i va rebre l'honor de baixar el tapis del tron de Timur. Després l'emperador va anar a Abarkuh on Pahlawan li va oferir regals i fou confirmat com a príncep d'Abarkuh amb dret hereditari. Després va seguir passant per la regió d'Esfahan i cap a Taktapol en direcció a Transoxiana. Només saber-se que Timur arribava quan els invasors kiptxaqs i sufis es van retirar, els un cap a Coràsmia i els altres cap a les estepes Kiptxaq. Finalment Timur va creuar el Jihun i va arribar a Samarcanda (octubre del 1388). Encara va enviar columnes manades per Kudadad Husayni, Shaiklh Ali Bahadur i Omar Taban, en persecució dels enemics, i els van seguir fins a Bilen, matant a un nombre d'ells, però molts ja havien desaparegut.
Aprofitant les victòries timúrides el 1388 les tropes del pretendent Khizr Khodja van aconseguir capturar bona part de Mogolistan. Al mateix temps però va haver de lluitar contra Kamar al-Din, Timur i tribus rebels.